# Retrograde Verbrauchsermittlung
Die retrograde Verbrauchsermittlung (engl.: backflushing) ist im Produktionscontrolling bei Serienfertigung, aber auch in der Prozesskostenrechnung ein Standardverfahren zur Ist-Verbrauchsermittlung.

## Funktion
Anhand der rückgemeldeten Menge eines bestimmten Fertigproduktes aus der Produktion werden die verarbeiteten Mengen von Rohstoffen und Halbfabrikaten durch Auflösung der Fertigungsstückliste (siehe Stücklistenauflösung) ermittelt.  Aufgrund der Wareneingangsmeldung der Fertigteile werden die Warenausgangsmeldungen der Roh- und Halbfabrikate ex-post gebucht.
Der manuelle Erfassungsaufwand für diese Warenausgänge entfällt durch diesen Automatisierungsschritt, bzw. wird die Verbuchung der Materialflüsse so erst wirtschaftlich möglich. Durch die zeitnahe Erfassung der Warenausgänge werden die Lagerbestandsmengen aktuell gehalten, was in der Fertigungssteuerung eine zuverlässige Bedarfsplanung ermöglicht.
Das Attribut „retrograd“ bezieht sich dabei auf die zeitliche Umkehrung der Buchungsvorgänge.
In den Stücklisten werden Standardmengen angegeben. Das Verfahren eignet sich somit nicht zur Erfassung von individuellen Verbrauchsmengenabweichungen.
Die Verwendung der Stücklistenauflösung zur Ist-Verbrauchsermittlung erfolgt hier in der Istrechnung analog der Plan-Bedarfsermittlung in der Planrechnung.

## Korrespondierende Funktion in der Bedarfsplanung
Analog zur Ermittlung der Istverbräuche werden Stücklisten in der retrograden Bedarfsermittlung eingesetzt, um ausgehend vom geplanten Ausstoß an Fertigprodukten, die Sekundär- und Tertiärbedarfe zu ermitteln. Entsprechend können die Bedarfe im Lager reserviert werden oder zeitgerecht bestellt werden.

## Nachteile des Verfahrens
Abgetragene Mengen orientieren sich rein an der Stückliste. Wenn der Ist-Verbrauch stark schwankt oder dauerhaft höher oder niedriger liegt als in der Stückliste angegeben, dann können Buch- und Ist-Bestand außer Kontrolle geraten. Ebenso wirken sich Mängel in der Lagerführung negativ aus. Die retrograde Verbrauchsermittlung wird daher häufig mit flankierenden Maßnahmen verwendet. Schwankender Verbrauch kann durch Verbesserung der Prozesssteuerung unter Kontrolle gebracht werden, ungenaue Lagerbestände durch eine permanente Inventur.